# Malmö Opera

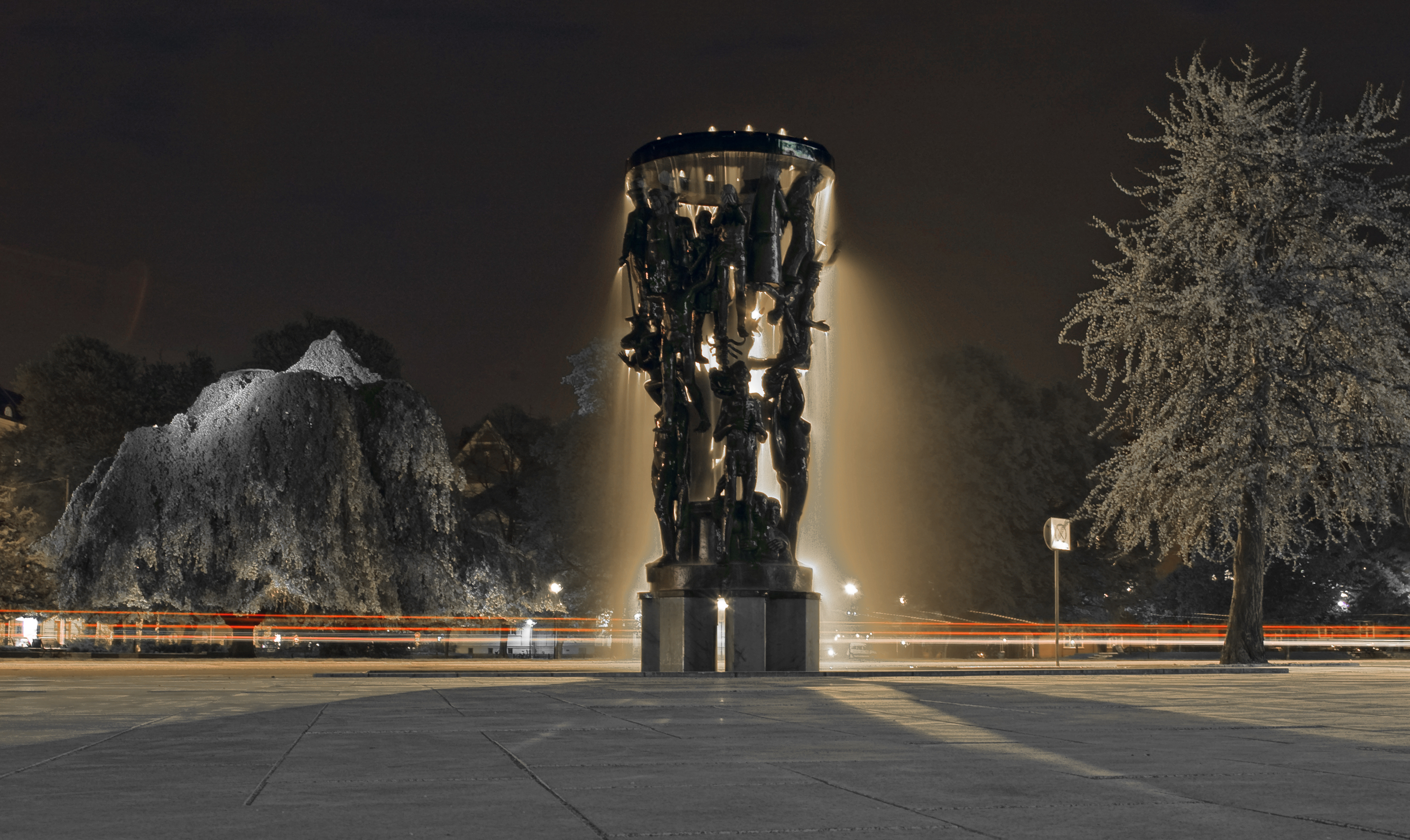
Fontana di Tragos all'Opera di Malmö, progettata da Nils Sjögren.

La Malmö Opera è un teatro d'opera di Malmö, in Svezia. La compagnia d'opera con lo stesso nome presenta le sue stagioni operistiche in questa sede.

## Storia
Costruito nel 1933-1944 dall'architetto Sigurd Lewerentz e, fino al 1992, noto come il Teatro Comunale di Malmö che ospitava diverse organizzazioni, il Teatro dell'Opera è uno dei più grandi auditorium della Scandinavia con 1508 posti a sedere, creato sotto forma di un anfiteatro chiuso per consentire la massima possibilità di visualizzazione. È usato per opere, operette e spettacoli musicali. Influenzato dal regista tedesco Max Reinhardt, fu costruito un grande palcoscenico girevole.
Il foyer è considerato bellissimo, con le sue superfici aperte e le scale in marmo, ed è adornato con una serie di opere d'arte di artisti come Carl Milles e Isaac Grünewald.
Una emanazione della compagnia lirica, i cui direttori musicali erano Gintaras Rinkevicius e Joseph Swensen nel 2006-2011, è il programma dell'opera progettato per i bambini dai 3 ai 19 anni. Questo è noto come Operaverkstan (Laboratorio di opera); prevede anche di avvicinare le opere classiche al suo pubblico e talvolta i bambini partecipano alle produzioni.

## Altri teatri d'opera svedesi degni di nota
- Opera reale svedese
- Teatro del castello di Drottningholm